# Quique Álvarez
Pour les articles homonymes, voir Álvarez et Sanjuan.
Enrique Álvarez Sanjuán, dit Quique Álvarez, est un footballeur espagnol né le 20 juillet 1975 à Vigo. Il évoluait au poste de défenseur. Il est le fils de l'ancien joueur du FC Barcelone Quique Costas, et le frère du footballeur Óscar Álvarez.

## Biographie
Quique Álvarez commence sa carrière au FC Barcelone, son club formateur. Afin de gagner du temps de jeu, il est prêté lors de la saison 1996-1997 au CD Logroñés.
Il joue ensuite en faveur de l'UE Lleida entre 1998 et 2000. En 2000, il rejoint l'équipe de Villarreal, où il reste un total de sept saisons. Il termine sa carrière au Recreativo de Huelva. 
Le bilan de Quique Álvarez en championnat s'élève à 201 matchs en première division (5 buts), et 169 matchs en deuxième division (3 buts).
Avec le club de Villarreal, il est demi-finaliste de la Coupe de l'UEFA en 2004, puis demi-finaliste de la Ligue des champions en 2006.
Son bilan dans les compétitions européennes s'élève à 10 matchs en Ligue des champions, 17 en Coupe de l'UEFA, et 19 en Coupe Intertoto (aucun but).
Quique Álvarez joue également en équipe d'Espagne espoirs (-21 ans) et en équipe de Catalogne.

## Carrière
- 1993-1994 : FC Barcelone  Espagne
- 1994-1997 : FC Barcelone B  Espagne
- 1995-1998 : FC Barcelone  Espagne
- → 1997-1998 : CD Logroñés  Espagne
- 1998-2000 : UE Lleida  Espagne
- 2000-2007 : Villarreal CF  Espagne
- 2007-2009 : Recreativo de Huelva  Espagne

## Palmarès
- Vainqueur de la Coupe Intertoto en 2003 et 2004 avec Villarreal